# Курач (река)
Курач — река в России, протекает по Перевозскому району Нижегородской области. Устье реки находится в 206 км от устья Пьяны по левому берегу. Длина реки составляет 14 км.
Исток реки у деревни Медведково (Шпилевский сельсовет) в 11 км к северо-западу от города Перевоз. Генеральное направление течения — юго-восток, затем — юг; река течёт по безлесой местности. На реке стоит село Шпилево и деревни Медведково и Фатьянково. Впадает в Пьяну напротив города Перевоз.

## Данные водного реестра
По данным государственного водного реестра России относится к Верхневолжскому бассейновому округу, водохозяйственный участок реки — Сура от устья реки Алатырь и до устья, речной подбассейн реки — Сура. Речной бассейн реки — (Верхняя) Волга до Куйбышевского водохранилища (без бассейна Оки).
Код объекта в государственном водном реестре — 08010500412110000039869.